# Млиник (Кольський повіт)
Млиник (пол. Młynik) — село в Польщі, у гміні Ольшувка Кольського повіту Великопольського воєводства.
Населення — 136 осіб (2011).
У 1975-1998 роках село належало до Конінського воєводства.

## Демографія
Демографічна структура станом на 31 березня 2011 року:
|          | Загалом | Допрацездатний вік | Працездатний вік | Постпрацездатний вік |
| -------- | ------- | ------------------ | ---------------- | -------------------- |
| Чоловіки | 62      | 6                  | 48               | 8                    |
| Жінки    | 74      | 14                 | 39               | 21                   |
| Разом    | 136     | 20                 | 87               | 29                   |